# 沈奎 (正德進士)
沈奎（1487年—1549年），字文瑞，直隸寧國府涇縣人，民籍，明朝政治人物。

## 生平
應天府鄉試第九十四名舉人。正德十六年（1521年）中式辛巳科會試第二百四十九名，登第三甲第一百四十九名進士。授巴陵县知县，升户部主事，嘉靖八年（1529年）四月改任陕西道监察御史，十年巡按河南、江西，十二年出任湖广岳州府知府，以父母年逾七十，请求归家侍养。卒年六十三，家無餘財，人称清白官吏。

## 家族
曾祖沈寧；祖父沈華；父沈崇，母趙氏。具庆下。兄沈理。弟沈海、沈翰、沈爕、沈武。孫沈容賢，歲贡生，官江西雩都知县。